# État de Bénarès
Cet article concerne l'ancien État princier. Pour la ville de Bénarès, voir Varanasi.
1770–1948
Entités précédentes :
- Raj britannique

Entités suivantes :
- Inde

L'État de Bénarès est un ancien État princier indien qui avait sa capitale dans l'actuelle ville de Varanasi.

## Histoire
Le royaume de Kashi ou Bénarès est fondé par Khsetravridha de la dynastie Somavansa de Pratishthana. La ville est ravagée par les Shvetahuna, puis le royaume est conquis par les musulmans en 1194. Le territoire est intégré ensuite à l'Oudh, un territoire tributaire des empereurs moghols. Les Nawab de l'Oudh le cèdent en 1775 aux Britanniques qui le reconnaissent comme territoire familial, avant de le faire accéder au statut de principauté en 1911. La famille régnante prétend descendre du dieu Shiva et tire un grand bénéfice des pèlerinages dans leur ville (située au bord du Gange, fleuve sacré). Elle se maintient au pouvoir jusqu'en 1948, date à laquelle la principauté est intégrée à l'Union indienne.

## Dirigeants: rajas puis maharajas Bahadur
- Raja
  - 1740 - 1770 : Balwant Singh, + 1770(Balwant Singh se joindra, contre son gré, à son suzerain direct Shuja-ud-daula de l'Awadh, à l'empereur moghol Shâh Âlam II et au Nawâb Mir Kasim du Bengale dans la bataille de Buxar que les Britanniques remportent en 1764.)
  - 1770 - 1781 : Chait Singh (+1810), déposé par les Britanniques
  - 1781 - 1795 : Mahip Narayan Singh (+1795)
  - 1795 - 1835 : Udit Narayan Singh (1770-1835)
  - 1835 - 1889 : Ishvari Prasad Narayan Singh (1822-1889)
  - 1889 - 1911 : Prabhu Narayan Singh (1855-1931)
- Maharadjah Bahâdur
  - 1911 - 1931 : Prabhu Narayan Singh
  - 1931 - 1939 : Aditya Narayan Singh (1874-1939)
  - 1939 - 1948 : Vibhuti Narayan Singh (1927-2000)